# Wow en flutter
Wow en flutter zijn fouten in de opname of weergave van een roterende geluidsdrager, zoals een grammofoonplaat, magneetband of compact cassette, die worden veroorzaakt door variaties in de draaisnelheid. Dit heet frequentie-modulatie van het geluid. Bij wow gaat het om langzame variaties (circa 0,1-10 Hz), bij flutter om snelle (meer dan ongeveer 10 Hz). 
De mate van wow en flutter wordt gewoonlijk gespecificeerd als een gezamenlijk getal, uitgedrukt in procenten. Hoe lager, hoe beter.

## Invloed op de geluidsbeleving
Op het gehoor manifesteert wow zich als navolgbare variaties in het tempo en de toonhoogte van de muziek.

## Oorzaken
De snelheidsvariaties worden veroorzaakt door:
- Fabricage-toleranties op mechanische delen van de geluidsapparatuur en de geluidsdrager
- Variërende draaisnelheid van de motor
- Slijtage
- Een kromgetrokken plaat
- Een plaat die niet goed gecentreerd op de draaitafel ligt doordat het gat te groot is

## Digitale media
In digitale afspeelapparatuur wordt het signaal eerst in een buffer opgeslagen, voordat het verder wordt verwerkt. Een regelmatige klok zorgt ervoor dat iedere sample met hetzelfde interval verwerkt wordt. Fluctuaties in deze regelmatigheid worden jitter genoemd en vinden op veel hogere frequenties plaats. Jitter is meetbaar. De snelheid van een cd die afgespeeld wordt op 44,1 kHz, ligt meestal tussen de 44,098 en 44,102 kHz. De afwijking wordt bepaald door de onnauwkeurigheid van de klok.